# Донченко, Александр Дмитриевич
Александр Дмитриевич Донченко (1863 — после 1916) — русский архитектор, военный инженер, начальник Санкт-Петербургского 2-й инженерной дистанции, известный строитель конца XIX-начала XX века.

## Проекты
- Большая Морская улица, д.№ 13/Кирпичный переулок, д.№ 3 — дом общества попечительства о бедных духовного звания. Перестройка. 1892—1894. (Надстроен).
- Ковенский переулок, д.№ 28 — доходный дом. Перестройка 1895 года.
- Литейный проспект, д.№ 20/Кирочная улица, д.№ 1 — здание Офицерского собрания (Дом офицеров). 1895—1898. Участие в проекте и строительстве[2]. Автор-строитель В. К. Гаугер. Первоначальный проект А. И. фон Гогена и В. М. Иванова.
- Улица Комиссара Смирнова, д.№ 5/Бобруйская улица, д.№ 2 — доходный дом. 1899—1900.
- Малая Московская улица, д.№ 3 — доходный дом. 1905. (Надстроен).